# Quiddelbach

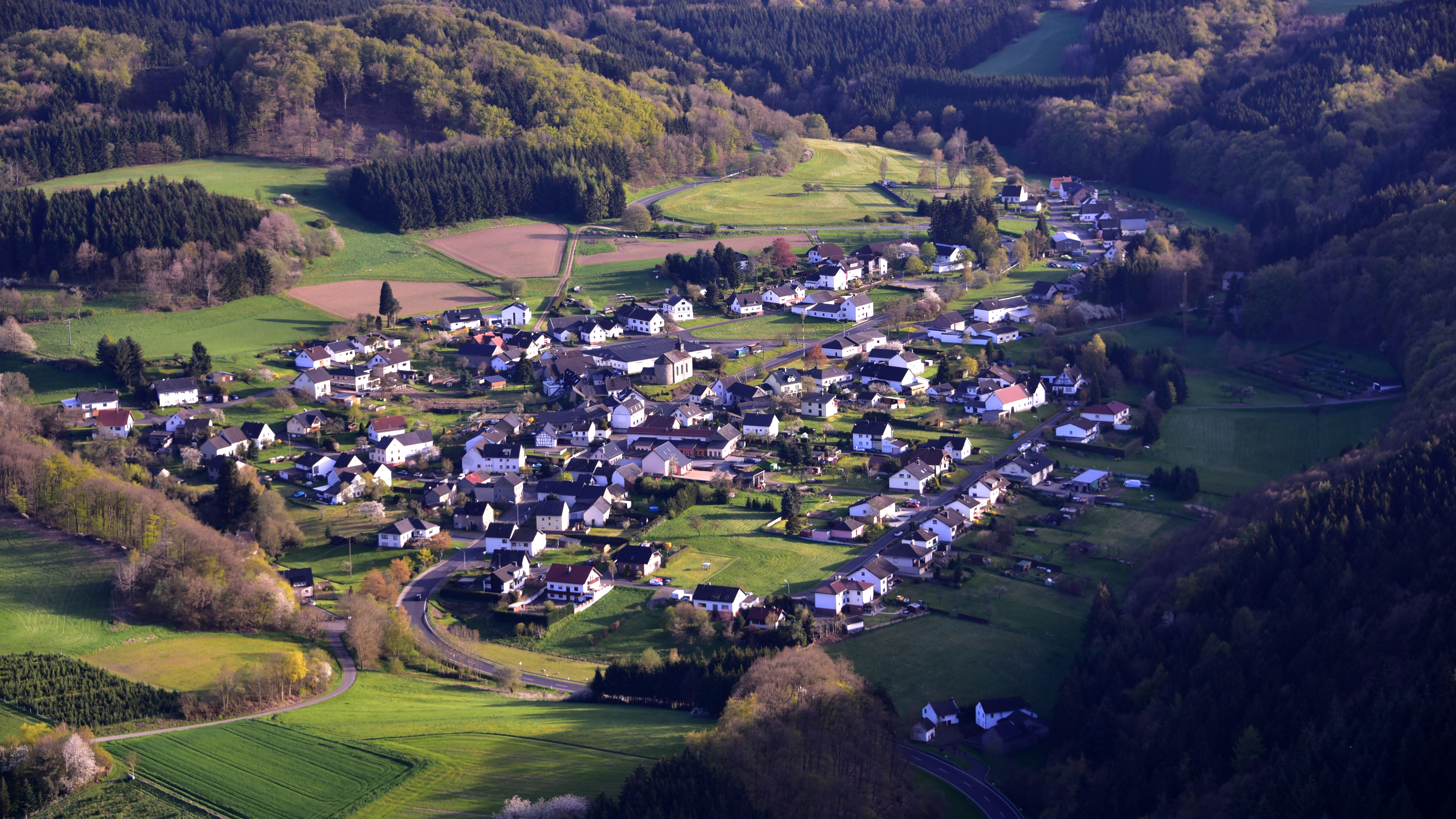
Quiddelbach, Luftaufnahme (2016)

Quiddelbach ist eine Ortsgemeinde im Landkreis Ahrweiler in Rheinland-Pfalz. Sie gehört der Verbandsgemeinde Adenau an.

## Geographie
Quiddelbach liegt in einem Tal vier Kilometer südlich der Stadt Adenau auf einem nach Nordosten gemeinsam mit dem Breidscheider Bach abfallenden Gelände. Die Wohnbebauung des Dorfs umfasst Höhenlagen zwischen 440 m ü. NHN und 500 m ü. NHN. Südlich von Quiddelbach erhebt sich der Selberg (584 m ü. NHN), an dessen Westseite das Quellgebiet des Breidscheider Bachs liegt. Diesem fließt nördlich der Ortslage der für die Ortsgemeinde namensgebende Quiddelbach zu. Nördlich grenzt der Staatsforst Adenau an, im Westen des Gemeindegebiets befindet sich das Naturschutzgebiet Quiddelbacher Höhe/Nürburgring. Durchquert wird der Ort von der Bundesstraße 257. Zu Quiddelbach gehört der Wohnplatz Gaststätte Quiddelbacher Höhe.
Östlich befindet sich in der Nachbargemeinde Nürburg die gleichnamige Nürburg. Quiddelbach ist neben Nürburg, Breidscheid sowie Herschbroich einer von vier Orten, die innerhalb der Nordschleife des Nürburgrings liegen. Nach dem Ort ist der Streckenabschnitt „Quiddelbacher Höhe“ der Nordschleife benannt.

## Politik

### Bürgermeister
Petra Schmitz ist Ortsbürgermeisterin von Quiddelbach.